# Lonjica
Lonjica är en ort i Kroatien.   Den ligger i länet Zagrebs län, i den nordöstra delen av landet, 28 km öster om huvudstaden Zagreb. Lonjica ligger 105 meter över havet och antalet invånare är 990.
Terrängen runt Lonjica är platt. Runt Lonjica är det glesbefolkat, med 19 invånare per kvadratkilometer. Närmaste större samhälle är Sesvete, 16,7 km väster om Lonjica. Trakten runt Lonjica består till största delen av jordbruksmark.